# Madgunki, Aland
Madgunki là một làng thuộc tehsil Aland, huyện Gulbarga, bang Karnataka, Ấn Độ.